# Christa Deguchi

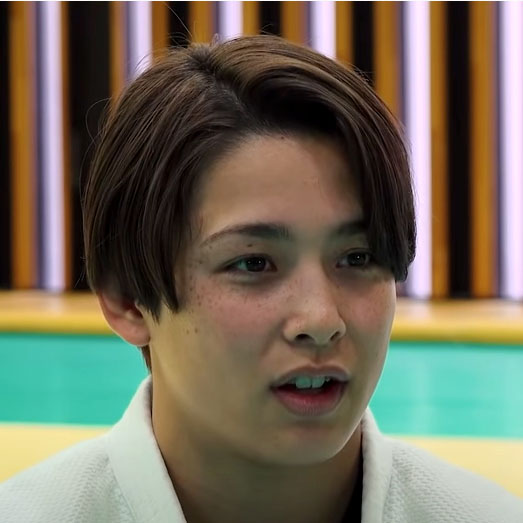
Christa Deguchi, 2020

Christa Deguchi (* 29. Oktober 1995 in Nagano als japanisch 出口 クリスタ Deguchi Kurista) ist eine ehemalige japanische und nun kanadische Judoka. 2019 war sie als erste Kanadierin Judo-Weltmeisterin, 2024 wurde sie Olympiasiegerin.
Christa Deguchi hat einen kanadischen Vater und eine japanische Mutter. Sie wuchs in Japan auf und begann dort mit dem Judosport. 2013 gewann sie eine Bronzemedaille in der Leichtgewicht-Einzelwertung bei den U21-Weltmeisterschaften und gewann mit der japanischen Mannschaft die Teamwertung. 2014 unterlag sie im Finale der U21-Weltmeisterschaften ihrer Landsfrau Momo Tamaoki und siegte erneut mit der japanischen Mannschaft. Danach war sie international nicht mehr aktiv und betrieb ihre Einbürgerung in Kanada.
Im Februar 2018 gewann Deguchi als Kanadierin das Grand-Slam-Turnier in Paris. Im April 2018 besiegte sie die Brasilianerin Tamires Crude im Finale der Panamerikanischen Meisterschaften. Bei den Weltmeisterschaften 2018 in Baku unterlag sie im Halbfinale der Japanerin Tsukasa Yoshida. Im Kampf um Bronze besiegte sie die Deutsche Theresa Stoll. Ihre Bronzemedaille war die erste Weltmeisterschaftsmedaille für eine kanadische Judoka überhaupt.
Anfang 2019 gewann Deguchi die beiden Grand-Slam-Turniere in Paris und Jekaterinburg. Im April 2019 siegte sie bei den panamerikanischen Meisterschaften in Lima. Bei den Weltmeisterschaften 2019 in Tokio bezwang sie im Halbfinale die Bulgarin Iwelina Iliewa, im Finale schlug sie Tsukasa Yoshida. Damit war sie die erste kanadische Judo-Weltmeisterin überhaupt.
2021 belegte Deguchi den fünften Platz bei den Weltmeisterschaften in Budapest. Im Jahr darauf siegte sie bei den Commonwealth Games 2022 in Birmingham.
2023 gewann Deguchi die Weltmeisterschaften in Doha. Im Finale schlug sie die Japanerin Haruka Funakubo. Ihre Teamkollegin Jessica Klimkait erkämpfte sich die Bronzemedaille. Ein Jahr später erreichte Deguchi auch bei den Weltmeisterschaften in Abu Dhabi das Finale, unterlag dann aber der Südkoreanerin Mimi Huh. Diese beiden standen sich auch im Finale der Olympischen Spiele in Paris gegenüber. In Paris siegte Deguchi gegen Huh.